# Охотская культура

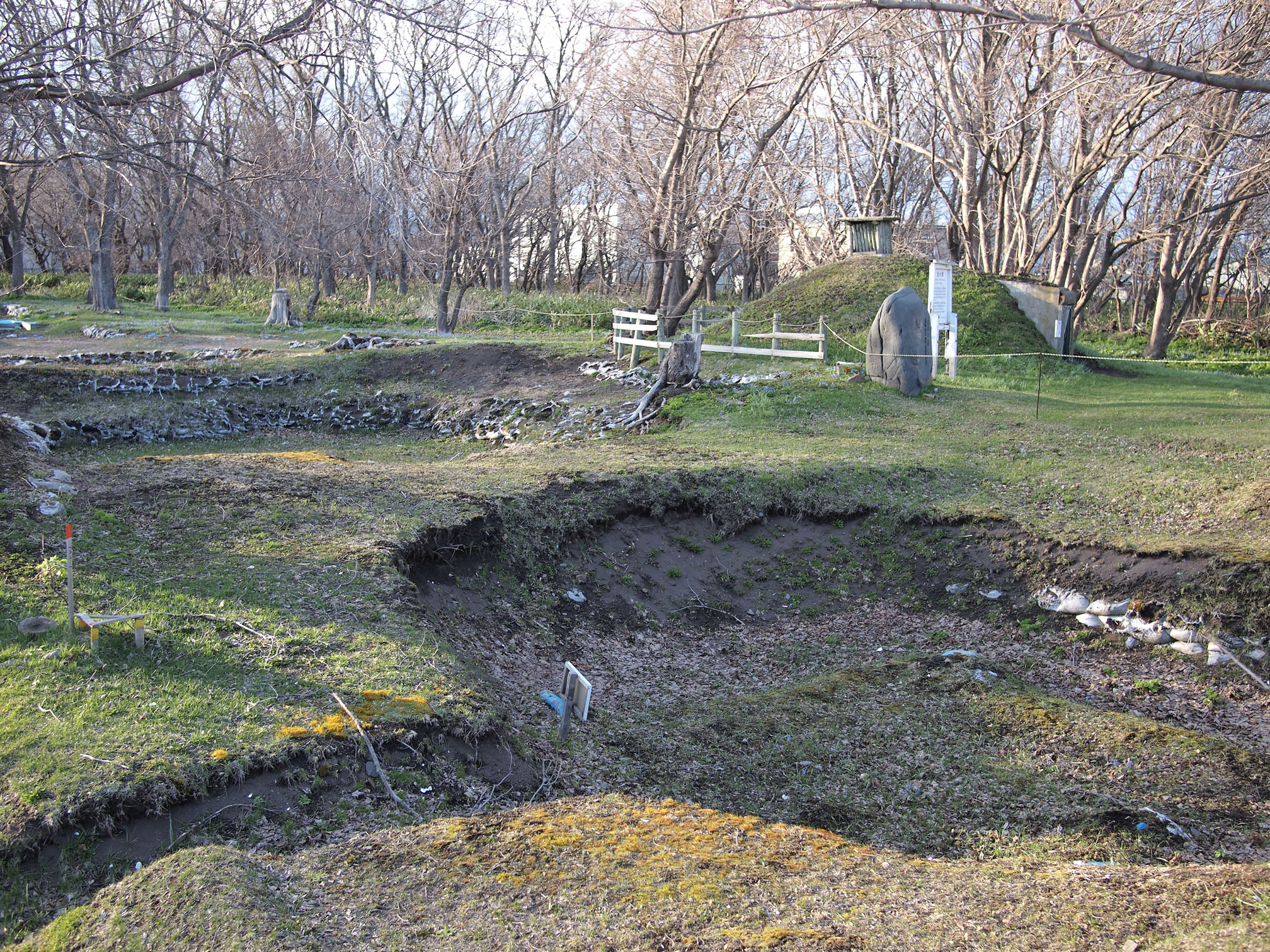
Холм из раковин в Абасири на о. Хоккайдо — памятник охотской культуры.

Охотская культура — археологическая культура раннего железного века на побережье Охотского моря. Носители культуры занимались прибрежной рыбной ловлей, охотой и собирательством.
Датируется 1-м тыс. до н. э. — началом 2-го тыс. н. э. Фиксировались передвижения с Сахалина на Курильские острова.
Существовала около 600—1000 гг. н. э. на островах Хоккайдо, Ребун, Рисири, до 1500 или 1600 гг. н. э. на Курильских островах.
Была распространена в бассейне реки Амур, на острове Сахалин, на севере Хоккайдо, на Курильских островах и на Камчатке.
Большинство стоянок расположено на песчаных дюнах или в устьях рек. Жилищами служили округлые полуземлянки диаметром 3-12 м с центральными квадратными или округлыми очагами, обложенными камнями. Основой хозяйства служил морской зверобойный промысел (добыча китов, сивучей, тюленей). Характерны разнообразные костяные зубчатые и поворотные гарпуны. Также охотились на оленей, медведей, лисиц, барсуков. Занимались рыболовством (найдены костяные крючки и каменные грузила). Разводили собак на мясо и для транспортного использования. Выменивали у соседей свинину. Среди каменных изделий — наконечники стрел, молотки, скребки, ножи, топоры, в том числе шлифованные, найдены каменные лампы-светильники. Много костяных изделий — ложки, иглы, шилья, наконечники дротиков, лопаты, гребни. Есть орнаментированные игольники из трубчатых птичьих костей. Гарпуны иногда оснащались железными лезвиями; найдены железные топоры, ножи, кинжалы. Керамика тонкостенная плоскодонная, на Сахалине — круглодонная, с налепными валиками. Шнуровой и резной орнамент располагался в верхней части сосуда — геометрические, линейные и зооморфные мотивы. Среди украшений круглые и овальные подвески, костяные лабретки и пр. Встречены погребения (в скорченном положении) с каменными топорами, наконечниками стрел, костяными лопатками и иглами, железными мечами и ножами, металлическими и костяными украшениями.
Предполагается, что культура распространилась из бассейна реки Амур, однако в дальнейшем столкнулась в Японии с культурой Сацумон, которая вытеснила охотскую культуру на север и частично её поглотила. Современные нивхи на Сахалине и на Амуре, а также ительмены и кереки на Камчатке, вероятно, являются выжившими потомками охотской культуры. Хотя культура Сацумон, состоявшая из смеси народов, является наиболее вероятным предком современных айнов, они сохраняют множество таких характерных элементов охотской культуры, как культ медведя.
Кисао Исидзуки из университета Хоккайдо полагает, что люди охотской культуры упоминаются под названием мисихасэ в японской хронике Нихон сёки.